# Seznam združenj Slovenije
Seznam združenj Slovenije.

## A
- Združenje animatorjev Slovenije
- Združenje asfalterjev Slovenije
- Združenje atletskih sodnikov Slovenije

## B
- Združenje bank Slovenije

## Č
- Zveza slovenskih častnikov

## D
- Združenje dramskih umetnikov Slovenije

## E
- Združenje ekoloških kmetov Slovenije
- Združenje endokrinologov Slovenije

## F
- Združenje poslovnih finančnikov Slovenije
- Združenje folklornih skupin Slovenije

## G
- Združenje za socialno gerontologijo in gerontagogiko Slovenije
- Združenje - gobarska aliansa Slovenije
- Združenje gorskih vodnikov Slovenije
- Združenje govedorejcev Slovenije
- Združenje vojaških gornikov Slovenije

## K
- Združenje kardiologov Slovenije
- Kolpingovo združenje Slovenije
- Združenje konferenčnih tolmačev Slovenije
- Združenje košarkarskih trenerjev Slovenije

## L
- Združenje rejcev Lipicancev Slovenije
- Združenje lokalnih televizij Slovenije

## M
- Združenje managerjev Slovenije
- Združenje multiple skleroze Slovenije

## N
- Združenje nabavnikov Slovenije
- Združenje najemnikov Slovenije

## O
- Združenje občin Slovenije
- Združenje oftalmologov Slovenije

## P
- Združenje plesnih sodnikov Slovenije
- Združenje podjetnikov Slovenije
- Združenje pogrebnikov Slovenije
- Združenje policijskih šefov Slovenije
- Poslovno združenje prehrane Slovenije

## R
- Združenje raziskovalcev Slovenije
- Združenje rokometnih trenerjev Slovenije

## S
- Združenje seniorjev Slovenije
- Združenje malih sirarjev Slovenije
- Združenje prijateljev slepih Slovenije
- Združenje spominkarjev Slovenije

## Š
- Združenje športnih zvez Slovenije

## T
- Združenje tabornikov Slovenije
- Združenje tekstilne industrije Slovenije
- Združenje turističnih kmetij Slovenije
- Nacionalno turistično združenje

## U
- Združenje učiteljev Slovenije
- Združenje univerzitetnih žensk

## V
- Združenje za vrednote slovenske osamosvojitve

## Z
- Združenje zdravnikov družinske medicine Slovenije